# Bulbophyllum epapillosum
Bulbophyllum epapillosum är en orkidéart som beskrevs av Rudolf Schlechter. Bulbophyllum epapillosum ingår i släktet Bulbophyllum och familjen orkidéer. Inga underarter finns listade i Catalogue of Life.